# 福爾努什迪阿爾戈德里什
40°37′N 7°32′W / 40.617°N 7.533°W
福爾努什迪阿爾戈德里什（葡萄牙語：Fornos de Algodres），是葡萄牙的城鎮，位於該國中北部，由瓜達區負責管轄，面積131.45平方公里，2011年人口4,989，人口密度每平方公里37.95人。